# هشام مكي
هشام مكي رجل أعمال سيراليوني لبناني من مواليد 1969. هو رجل أعمال في منطقة غرب إفريقيا، اعتبر مع قاسم بسمة أحد أكبر تجار ومصدري الألماس في غرب إفريقيا، حيث كانت تمثل معاملات هشام مكي حوالي 51٪ من جميع صادرات الألماس الرسمية في سيراليون. يدير هشام مكي شركة HM Diamond، وهي الشركة التي تمثل 40٪ من جميع صادرات الماس في عام 2005.

يعمل هشام مكي في مجال تصدير الألماس بشراكة مع بلجيكا، حيث يقوم بتصديره خاما إلى بلجيكا ويتم تصنيعه وتسويقه بعذ ذلك من هناك.

## لمحة تاريخية
مما ساعد هشام مكي على التوسع في تجارة الألماس في سيراليون، ورسم شاركة مع بلجيكا في تصدير الألماس السيراليوني، هو قِدم تواجد عائلته في السيراليون وبناء رصيد معاملاتي وتجاري في سيراليون في مجال التنقيب على الألماس من طرف والده أولا.
تعود جذور آل مكي في سيراليون إلى ما يقرب من مئة سنة خلت. جاء الجدود في العام 1920 واستقروا في المناطق الداخلية وفتحوا أعمالا وتداولوا التجارة. يقول هشام مكي إن والده حسين مكي ولد في مدينة «ماكيني» عام 1939 وتربى وأخوته في تلك المنطقة. وفي الستينيات انتقل جده إلى فريتاون وانتقلت معه العائلة. 
مما ساعد هشام مكي الابن على التوسع في تجارة الألماس في سيراليون بناءا على رصيد والده.